# Pedici
Pedici (znanstveno ime Geometridae) so velika družina nočnih metuljev, v katero uvrščamo okoli 21.000 opisanih vrst. Tako slovensko kot latinsko ime za to skupino metuljev se nanaša na premikanje njihovih gosenic, ki ga opisujemo kot »pednjanje«, dobeseden prevod grškega izraza geometron pa bi se glasil »zemljemerec« - ob premikanju namreč izgledajo, kot bi s telesom merile razdaljo. Po tej značilnosti so dobili imena tudi v drugih jezikih, npr. nemško Spanner, angleško geometer moths oz. inchworm za gosenice, itd.

## Opis
Predstavniki družine se zelo razlikujejo po telesni velikosti in obliki, vsi pa so razmeroma vitki in nežni s širokomi krili. Večina jih ob mirovanju drži krila razprta, zato jih lahko imamo za dnevne metulje. Vendar pa so po vseh drugih lastnostih tipični nočni metulji: razen nekaterih izjem so nočno aktivni, sprednje in zadnje krilo povezuje poseben kaveljček (frenulum), tipalnice samcev pa so pogosto peresasto razvejane. Zelo so podobni tudi večjim vrstam iz družine Pyralidae, celo ob natančnejšem pregledu - oboji imajo namreč timpanalni organ na bazi zadka, najzanesljiveje pa se razlikujejo po podrobnostih v ožiljenosti kril: žili na sprednjem robu zadnjega para kril pedicev sta pri bazi zliti in tvorita majhno zanko, poleg tega pa imajo eno žilo manj kot metulji iz družine Pyralidae. Samice nekaterih vrst imajo krila zakrnela.
Značilnost gosenic je, da imajo samo dva ali tri para panožic blizu konca zadka. Premikajo se tako, da se z njimi oprimejo podlage, nato pa iztegnejo sprednji del telesa in se preprimejo z nogami na oprsju. Nazadnje upognejo zadek navzgor in približajo panožice oprsju ter se ponovno primejo z njimi. Takšnemu načinu premikanja pravimo pednjanje. Mnoge gosenice po obliki in barvi spominjajo na vejice, njihov videz pogosto dopolnjujejo tudi nesimetrični izrastki. Zelo redke so poraščene z dlakami. Bube najdemo v zemlji ali v rahlih kokonih med listnim odpadom.
V območjih z zmernim podnebjem prezimijo bodisi kot jajčeca, bodisi kot bube.

## Ekologija
So kozmopolitska družina, katere predstavnike najdemo na vseh celinah, razen na Antarktiki. Večina gosenic se prehranjuje z listi dreves, kar je izjema med gosenicami metuljev, ki napadajo v glavnem zelnate rastline. Določene vrste jedo tudi lišaje, cvetove ali pelod. Posebnost med pedici so gosenice iz rodu Euphitecia, ki živijo samo na Havajih in so plenilske. Lovijo tako, da bliskovito zvijejo telo nazaj in z močnimi, ostrimi nogami zgrabijo žuželko, ki je vzdražila čutilne dlake na njihovem zadku. Domnevajo, da se je refleks grabljenja razvil iz podobnega obrambnega refleksa pri gosenicah drugih pedicev. Glavna obramba pred plenilci pa je njihova varovalna barva. Z njimi se radi prehranjujejo žužkojedi ptiči, kot so sinice.
Ptiči so glaven dejavnik selekcije tudi pri odraslih živalih in med pedice sodi verjetno najbolj znan primer naravne selekcije, ki naj bi jo izvajali ptiči, namreč metulja vrste Biston betularia. V populaciji sta dve barvni obliki tega metulja, svetla typica in temna carbonaria. V naravi prevladuje svetla oblika, katere barva skrije metulja ob počivanju na deblih brez pred plenilci, predvsem velikimi sinicami. Četudi je vloga ptičev pri pojavu vprašljiva, je bilo med industrijsko revolucijo v Veliki Britaniji jasno opazno spreminjanje razmerja v prid temnejši obliki, ki je bolje skrila metulja na od smoga potemnelih deblih, in obratno po koncu industrijske dobe.

### Pomen za človeka
Mnogo vrst imamo zaradi prehranjevanja njihovih gosenic z listi za škodljivce. Večinoma povzročajo škodo v listopadnih gozdovih, kjer lahko povzročijo obsežno odpadanje listov (defoliacijo), kadar se preveč namnožijo. Poleg gozdov napadajo tudi drevesa v sadovnjakih. Za zatiranje se največ uporabljajo kemična sredstva (insekticidi).

## Sistematika in evolucija
Večina fosilov pedicev se je ohranila v jantarju iz miocena, med njimi največji do sedaj najden metulj iz jantarja, pri katerem so se ohranili celo barvni vzorci. Pedici imajo najbolje razvit timpanalni organ med predstavniki naddružine Geometroidea, zato domnevajo, da so se razvili najkasneje. Sistematika skupine je težavna, saj se mnoge vrste ločijo le po mikroskopskih morfoloških znakih, poskuse določanja vrst na daleč pa pogosto otežuje tudi pojav, ki mu pravimo sezonski polifenizem - različna obarvanost osebkov v različnih letnih časih. Tudi razmerja med poddružinami še niso razjasnjena, morfološki znaki pa kažejo na to, da sta med njimi izvorni poddružini Archiearinae in Alsophilinae.

### Pedici v Sloveniji
V Sloveniji uporabljamo ime pedici tako za družino Geometridae, kakor za naddružino Geometroidea, kamor sodijo, saj predstavniki ostalih dveh družin pedicev (Sematuridae in Uraniidae) na slovenskem ne živijo. Družina pedicev je sicer ena od najbolje zastopanih družin metuljev na Slovenskem, tu potrjeno živi 466 vrst od okoli 1000 Evropskih Med njimi velja omeniti redke vrste, ki živijo v visokogorju in so endemiti jugovzhodnega dela Alp. Med njimi so triglavski pediček (Psodos spitzi), ki je bil opisan po primerku, najdenem pod vrhom Triglava, poleg tega pa med drugim še vrste iz rodov Elophos, Calostigia in Eupithecia. Redke vrste živijo tudi v primorju, med njimi zavarovani zimski pedic (Erannis ankeraria).